# Aleksej Nikolajevitj Leontjev
 Der er for få eller ingen kildehenvisninger i denne artikel, hvilket er et problem. Du kan hjælpe ved at angive troværdige kilder til de påstande, som fremføres i artiklen.

Aleksej Nikolajevitj Leonjtev (russisk: Алексей Николаевич Леонтьев, tr. Aleksej Nikolajevitj Leonjtev ; født 5. februar 1903 i Moskva, Det Russiske Kejserrige, død 21. januar 1979 samme sted) var en sovjetisk psykolog, med stor indflydelse i vesten. Leontjev var vigtig for den almene psykologis forsøg på at overvinde det psyko-sociale problem. Som videnskabeligt problem kan det spidsformuleres sådan: Hvordan samvirker ydre sociale omstændigheder med indre psykologiske forestillinger? Hvordan bliver det "ydre" til det "indre" så at sige. Dette problem har ført til to modstridende strømninger i psykologien: 
- Freud, der inspirerede psykologer som mener at motivation kommer fra det indre, det ubevidste på den anden side står:
- Behaviorismen, der mener at stimuli fra den ydre verden er altafgørende.

Leontjev hævder at have overvundet denne tvedeling med sin teori om virksomhed. Begrebet "virksomhed" (Eng activity) i filosofisk forstand er funderet i den dialektiske materialisme, som forsøger at anvende forklaringer som ikke kun vægter det åndelige eller det materielle, men kobler de to sammen. Inden for filosofi har der traditionelt været to strømninger, der stod skarpt overfor hinanden: idealisme og materialisme. Dialektiske materialisme er en del af den marxistiske filosofi, som forsøger at komme videre, ved i filosofisk forstand at forstå det ideelle og det materielle på en og samme gang. Mennesket bør forstås i sin konkret historiske og materielle sammenhæng. Menneskets virksomhed (væren, praksis) og psyke måtte begribes som kultur – kulturskabt og kulturskabende. Alt er i bevægelse og genspejler relationer til andre fænomener. Ingen genstand eksisterer eller kan forstås i sig selv. Genstandens egenskaber træder frem i sin relation til andre genstande. Deraf begrebet genstandsmæssig virksomhed. 
I samarbejde med Lev Vygotsky og Aleksandr Lurija udviklede Leontjev teori og forskning, som senere blev en stor inspiration for mange psykologer i vesten. På den baggrund udviklede han teorien om virksomhed (Eng: activity). Leontjev udviklede teorier om, at forskellige organismer havde forskellige måder at danne billeder af den omgivende verden. Mennesker skaber billeder af verden, fordi de er aktive i verden.
Et central tanke hos Leontjev er: 
”Det psykiske er en egenskab ved levende højtorganiserede legemer. Den består i evnen til at genspejle den omgivende og uafhængigt eksisterende virkelighed i subjektive oplevelser, der er tale om gensidige overgange mellem genstande og den aktivt perciperende psyke.”[kilde mangler]
Det vigtige her er at mennesket påvirker omgivelserne og at omgivelserne påvirker mennesket i en dialektik som er langt mere sofistikeret end hos noget dyr. Dyr lever i verden, mennesket laver verden om. Almenpsykologisk ses et vist opgør med Pavlovs simple mekaniske ideer om stimulus og respons som psykens grundlæggende drivkraft. Virksomme (aktive) mennesker danner indre billeder af deres miljø, som giver dem muligheder for at ændre miljøet omkring dem. Begrebet "genspejling" er betegnende fordi der netop er tale om en dialektik. Leontjev understreger, at mennesker er virksomme, aktive med netop genstande. Der er tale om genstandsrettet virksomhed, som det hedder i Leontjevs begrebsapparat. På mere jævnt dansk ville man sige at mennesker bruger redskaber og er rettet mod den ydre verdens genstande. Der sker en genspejling af genstandens form i hjernens stof. Genstanden findes i verden og i hjernens fysiologiske processer. Leontjev er marxist og darwinist, dvs alle forsøg på at forklare det psykiske må tage afsæt i udvikling ud fra arternes oprindelse og det særligt menneskelige er, at vi arbejder i den forstand, at vi laver varer. 
Leontjevs teori er sprogligt holdt i en prosovjettisk stil, og man skal lede lidt efter de vigtige psykologiske pointer. Leontjev, Vygotsky og Lurija har til sammen betydet meget for psykologiens udvikling. Den moderne såkaldt "kritisk psykologi" siges at videreføre og berige Leontjevs teori. Sociologen Anthony Giddens har ligeledes søgt at belyse det psyko-sociale problem med sin teori om strukturation.